# Хоральна синагога
Хоральна синагога (їдиш : כאָר שול, трансл:Хор-шул)  — різновид синагог, які будували в Східній Європі, від Австро-Угорщини до Російської імперії. Ці синагоги репрезентували ідеї єврейського Просвітництва (Гаскала) і частково внесли певні реформи в традиційні єврейські звичаї (їдиш: מנהגים, трансл.: мінгаґім). 
У таких синагогах до кінця XIX століття увійшов в моду канторський спів, тож часто для посилення ефекту кантор співав у супроводі невеликого чоловічого хору, зазвичай, від чотирьох до семи-восьми чоловік. Там проводили проповіді місцевими мовами (німецькою, їдешем, російською та ін.). Під час богослужінь наводили лад, прикрашали інтер’єр, ставили лави обличчям до східної стіни, де виставлялася Біма біля Ковчегу Святині (в традиційних синагогах трибуна стояла в центрі зали).  Проте зміни не поширювалися на релігійні вірування та звичаї. Тому відмінності між хоральними та традиційними синагогами скоріше носять більш естетичний характер.
Багато з цих синагог були або знесені, або конфісковані та перепрофільовані для інших потреб, особливо в Радянському Союзі більшовиками після Жовтневої революції . Під час німецької окупації під час Другої світової війни багато з них були зруйновані нацистами або зруйновані в боях і бомбардуваннях.
Деякі з уцілілих синагог були відремонтовані та повернуті місцевим єврейським громадам, особливо після падіння комунізму та розпаду радянського союзу, деякі використовуються для інших цілей, або знаходяться в руїнах.

## Перелік діючих Хоральних Синагог України
- Велика хоральна синагога (Київ)
- Синагога Бродського (Київ)
- Харківська хоральна синагога
- Золота Роза (Дніпро)
- Велика синагога (Дрогобич)
- Білгород-Дністровська хоральна синагога
- Велика хоральна синагога (Кропивницький)
- Велика синагога (Луцьк)

## Перелік недіючих Хоральних Синагог України
- Велика хоральна синагога (Біла Церква)
- Бродська синагога (Одеса)
- Велика хоральна синагога (Бердичів)
- Синагога Ліфшиця (Вінниця)
- Будинок хоральної синагоги (Чернігів)
- Хоральна синагога «Бейт-Арес» ; Темпль (Чернівці)
- Феодосійська хоральна синагога
- Велика хоральна синагога (Полтава)
- Запорізька хоральна синагога
- Синагога (Ужгород)
- Глухівська синагога
- Синагога (Виноградів)
- Синагога (Турка)

## Руїни від Хоральних Синагог України
- Хоральна синагога (Маріуполь, Георгіївська вулиця)

## Знищені Хоральні Синагоги України
- Хоральна синагога (Сімферополь)
- Ново-Миколаївська хоральна синагога (Херсон)
- Велика хоральна синагога (Хмельницький)
- Криворізька хоральна синагога
- Хоральна Синагога Миколаїва (1884-1928)[5]
- Хоральна "Купецька" синагога (Житомир) [6][7]